# Jaguar XJ
Der Jaguar XJ ist ein Pkw-Modell des britischen Automobilherstellers Jaguar, das in die Oberklasse eingeordnet wird und das Spitzenmodell des Herstellers darstellt. Dabei war die am 26. September 1968 vorgestellte, Series I genannte erste Generation Nachfolger aller bisherigen Jaguar-Limousinen vom 240 (besser bekannt unter dem früheren Namen Mark 2) bis hin zum Jaguar Mark X und das letzte Modell, das vom Firmengründer William Lyons maßgeblich gestaltet wurde. Das Aussehen der Fahrzeuge hatte jahrzehntelang starke Ähnlichkeit. Mit dem im Jahr 2009 eingeführten Jaguar XJ (X351)  wurde diese Tradition aufgegeben und das Design komplett überarbeitet. 2019 lief die XJ-Reihe aus; seitdem bietet Jaguar keine Oberklasse-Limousine mehr an.

## Geschichte
Die Motorenpalette der XJ-Reihe umfasste die berühmten XK-Reihensechszylinder und seit 1972 den technisch aufwändigen V12. Ab 1986 wurden neu entwickelte AJ6-Reihensechszylinder eingesetzt, ab 1994 im XJR auch mit Roots-Kompressor. 1997 ging die Ära der Sechs- und Zwölfzylinder zu Ende, und der moderne AJ-V8 hielt Einzug, wieder in der leistungsstärksten Ausführung mit Kompressor. 2003 kam ein V6-Benziner und 2005 der aus dem S-Type übernommene V6-Diesel hinzu.
Das Design dieser Modellreihe wurde von der Series I weitgehend kontinuierlich weiterentwickelt, ohne dabei die charakteristischsten Merkmale, wie zum Beispiel die doppelten Rundscheinwerfer an der Front zu verlieren. Hauptsächlich wurde der XJ als viertürige Stufenhecklimousine mit fünf oder vier Sitzplätzen angeboten, nur von 1973 bis 1977 wurde auch ein zweitüriges, XJ C genanntes Coupé angeboten.
Neben den meist erhältlichen Ausstattungen wie Classic, Sport oder Executive sind die nochmals luxuriöseren Daimler-, Sovereign- und Vanden Plas-Modelle schon seit 1969 bzw. 1972 lieferbar. Diese Modelle gibt und gab es meist in Verbindung mit den größeren Motoren und dem längeren Radstand. Auch das Interieur unterscheidet sich meist von den einfachen Modellen. Daneben ist es das einzige Modell des Herstellers Jaguar, das in einer sondergeschützten Version angeboten wird.
Die zu Jaguar gehörende Daimler Motor Company bot mit dem Super Eight ein auf dem Jaguar XJ basierendes Schwestermodell an. Daimler-Fahrzeuge waren verfeinert und standen stets für höhere Exklusivität. Bestellungen für den Super Eight wurden nach der Übernahme Jaguars durch die Tata-Gruppe nicht mehr angenommen. Inwieweit die Tata-Gruppe gedenkt, die Marke Daimler zu reaktivieren, ist indes noch unklar.
Der neue Jaguar XJ (X351) wurde am 9. Juli 2009 von Jaguar Land Rover vorgestellt. Die Produktion der Fahrzeuge begann im September 2009, die Auslieferung Anfang 2010. Für das Design zeichnet Ian Callum verantwortlich. Der neue XJ bricht mit vielen gestalterischen Jaguar-Traditionen und sein Design wird von Jaguar selbst in einer Pressemitteilung als „bislang mutigste Interpretation“ beschrieben.

## Modellreihen im Überblick
| Bauzeit              | Baureihe             | Anmerkung | Bild                 |
| Series I, II und III | Series I, II und III | Series I, II und III | Series I, II und III |
| -------------------- | -------------------- | --- | -------------------- |
| 09/1968–08/1973      | XJ Series I          | Erstes Modell der XJ-Serie und gleichzeitig letztes, das unter der Regie des Firmengründers William Lyons entwickelt wurde. |                      |
| 09/1973–02/1979      | XJ Series II         | Im Vergleich zur ersten Serie wurde die Frontpartie verändert und es kam ein neues Belüftungs- und Heizungssystem mit Klimaautomatik zum Einsatz. Der Kühlergrill war nun kleiner und die Blinker wanderten unter die höher gerückte Stoßstange. Einzig von dieser Serie gab es eine Coupé-Variante mit dem Namenszusatz C oder Two-Door.                                                                                      |                      |
| 03/1979–11/1992      | XJ Series III        | Die dritte Serie fällt durch neue Stoßfänger mit Gummielementen und eine weniger rundliche Dachpartie auf. Das Daimler- und Jaguar-Modell mit V12-Motor wurde noch bis 1992 weitergebaut, da für den XJ 40 zunächst kein V12 vorgesehen war. |                      |
| XJ40 bis X308        |                      | |                      |
| 10/1986–10/1994      | XJ40                 | Eine Besonderheit dieses Modells ist das weltweit erste Automatikgetriebe mit manueller Schaltgasse. Optisch waren die Sovereign- und Daimler-Varianten nun durch rechteckige „styled headlamps“ von den Standardversionen zu unterscheiden. Ab 1993 gab es nach der Neukonstruktion des Vorderwagens mit dem XJ 81 auch ein V12-Modell, außerdem den teureren Majestic mit erhöhtem Dach und um 125 mm verlängertem Radstand. |                      |
| 11/1994–10/1997      | X300                 | Technisch noch eng mit dem XJ 40 verwandt, wurde das Design des XJ von nun an wieder rundlicher. Neben den Versionen Classic, Sport und Executive waren auch wieder die Sovereign- und Daimler-Modelle, zum Teil mit langem Radstand, als X 330, erhältlich. |                      |
| 11/1997–03/2003      | X308                 | Im Herbst 1997 wurde der X 300 behutsam weiterentwickelt; neue Motoren und eine leicht veränderte Optik mit rundlicherem Kühlergrill und Blinkergläsern, kennzeichnen den X 308. |                      |
| X350                 |                      | |                      |
| 03/2003–11/2009      | X350                 | Der X 350 ist die erste Jaguar-Limousine, deren serienmäßige Karosserie aus Aluminium besteht und die über eine Luftfederung verfügt. Die Version mit langem Radstand kam im Herbst 2004 auf den Markt. Ende 2006 erhielt der XJ ein Facelift mit sportlicheren Stoßfängern und aufgewertetem Interieur. |                      |
| X351                 |                      | |                      |
| 11/2009–07/2019      | X351                 | Beim X351 ist die optische Veränderung deutlich erkennbar. Er orientiert sich nicht mehr an seinen Vorgängern, sondern am XF, nicht nur äußerlich, sondern auch technisch, was z. B. der in beiden Modellen vorhandene Jaguar Drive Selector oder der multifunktionale Touchscreen zeigt. |                      |